# John Thomas Kidd
John Thomas Kidd (auch Thomas J. Kidd; * 28. August 1868 in Athlone, Simcoe County, Ontario; † 2. Juni 1950) war ein kanadischer römisch-katholischer Geistlicher und Bischof von London (Ontario).

## Leben
John Thomas Kidd empfing am 16. Februar 1902 in Rom die Priesterweihe.
Am 6. Februar 1925 wurde er zum Bischof von Calgary ernannt. Die Bischofsweihe spendete ihm am 6. Mai desselben Jahres der Apostolische Delegat in Kanada, Erzbischof Pietro di Maria, Mitkonsekratoren waren der Erzbischof von Toronto Neil McNeil sowie der Erzbischof von Ottawa Joseph-Médard Émard. Am 3. Juli 1931 wurde er auf den Bischofssitz der Diözese London (Ontario) transferiert.

## Leistungen
Im Jahr 1947 führte John Thomas Kidd eine erfolgreiche Spendenkampagne in seinem Bistum durch, die dazu führte, dass bei seinem Tod die Diözese schuldenfrei war.